# Atractinae
Die Atractinae sind eine Unterfamilie der Spulwürmer mit 80 Arten und die einzige Unterfamilie in der Familie Atractidae.

## Merkmale
Nach Alain Chabaud sind Atractinae Cosmocercoidea mit einem Satz weiblicher Geschlechtsorgane (monodelphisch), die vivipar sind, wobei die Larven in einem fortgeschrittenen Entwicklungsstadium und fähig zur endogenen Entwicklung und damit Autoinfektion sind. Die Sinnhaftigkeit dieser Definition wird in neueren Studien jedoch angezweifelt.
In der Revision der Merkmale wird als Charakteristikum die Viviparie beibehalten. Anhand weiterer Merkmale lassen sich die Atractidae in zwei Gruppen untergliedern:
1. didelphisch (zwei Ovarien und Uterusäste), Ösophagus mit langem Rachenabschnitt (Gattungen Fitzsimmonsnema, Probstmayria)
2. monodelphisch (unpaarer Geschlechtsapparat), modifizierter Ösophagus mit variablem Körper (Gattungen Atractis, Paratractis, Cyrtosomum, Rondonia, Monhysterides, Proatractis, Cobboldina, Orientatractis, Labiduris, Grassenema, Leiperenia und Crossocephalus)

## Systematik
Die Atractinae enthalten 25 Gattungen:
- Atractis Dujardin, 1945
- Buckleyatractis Khalil & Gibbons, 1988
- Cobboldina Leiper, 1911
- Crossocephalus Railliet, 1909
- Cyrtosomum Gedoelst, 1919
- Diceronema Gibbons, Knapp & Krecek, 1996
- Fitzsimmonsnema Petter, 1966
- Grassenema Petter, 1959
- Hippopotamenema Sagata & Buddhadeb, 2015
- Klossinemella Goncalves-Da-Costa, 1961
- Labeonema Puylaert, 1970
- Labiduris Schneider, 1866
- Leiperenia Khalil, 1922
- Monhysterides Baylis & Daubney, 1922
- Nouvelnema Petter, 1959
- Orientatractis Petter, 1966
- Paraorientatractis Gibbons, Khalil & Marinkelle, 1997
- Paratractis Gupta & Naiyer, 1989
- Podocnematractis Gibbons, Khalil & Marinkelle, 1995
- Pseudocyrtosomum Gupta & Johri, 1988
- Rhinoclemmysnema Gibbons & Platt, 2006
- Rondonia Travassos, 1919